# New Chester
New Chester város az USA Wisconsin államában, Adams megyében. Lakosainak száma 1960 fő (2020. április 1.).

## Népesség
A település népességének változása:

| 2010 | 2 254 |
| 2020 | 1 960 |